# Glückliche Reise – Australien
Glückliche Reise – Australien ist ein deutscher Fernsehfilm von Hermann Leitner. Die Produktion des neunten Teils der Fernsehreihe Glückliche Reise erfolgte im April 1992 in Sydney und auf der Hayman Island in Australien. Der Film erlebte seine Premiere am 26. Dezember 1992 auf ProSieben.

## Besetzung
Die Flugzeugbesatzung besteht aus Kapitän Viktor Nemetz (Juraj Kukura), seinem Co-Piloten Rolf Erhardt (Volker Brandt) sowie den Stewardessen Verena Bernsdorf (Anja Kruse), Sabine Möhl (Alexa Wiegandt) und Martina Mikorey (Dana Geissler). Nach dem frühen Tod von Amadeus August übernimmt an der Seite von Conny Glogger erstmals Thomas Fritsch die Rolle des männlichen Reiseleiters. Als Gastdarsteller sind Corinna Genest, Buddy Elias, Marie-Luise Marjan, Stephan Orlac, Kristina Nel, Katja Woywood, Pascal Breuer und Ivan Desny zu sehen. 

## Handlung
Reiseleiterin Sylvia Baretti erfährt unmittelbar vor dem Abflug nach Australien, dass ihr Kollege Armin einen schweren Autounfall hatte und für die gesamte Reise ausfällt. In Sydney angelangt erweist sich der Mitreisende Nudelfabrikant Andreas von Romberg als Retter in der Not. Mit Freude unterstützt der Australien-Kenner die gestresste Sylvia bei der Organisation und Durchführung der Besichtigungstouren und zeigt auch im Umgang mit den Touristen viel Geschick. Beispielsweise schlichtet er einen schon lange schwelenden Streit zwischen den Ehepaaren Neuhuber und Feldmann, konkurrierende Aquarianer aus derselben Stadt. Sylvia ist sich bald sicher, dass sie den idealen Kollegen gefunden hat.
Cordula Folkers, die gerade ihr Abitur bestanden hat, ist mit ihrer Mutter Maria unter den Mitreisenden. Auf einem Markt in Sydney sieht sie zufällig ihren Ex-Freund Pit wieder, der nun sein Geld als Opalschürfer in Coober Pedy verdient. Alte Liebe flammt wieder auf und zur großen Sorge der Mutter beschließt Cordula, bei Pit in Australien zu bleiben.
Der geplante Trip der Reisegruppe auf die Hayman Island ist gefährdet, denn das Partnerunternehmen der „Glücklichen Reise“ in Australien hat Pleite gemacht. Mit Hilfe seines alten Freundes und Millionärs Arndt Freeman kann Kapitän Nemetz jedoch dafür sorgen, dass der Ausflug wie vorgesehen durchgeführt wird.